# مبايعة محمد بن زعموم (1830)
مبايعة محمد بن زعموم تمت بتاريخ 3 صفر 1246 هـ الموافق 23 جويلية 1830م في برج تامنتفوست بجوار برج البحري غير بعيد عن القصبة في الجزائر.

## احتلال مدينة الجزائر
قام الداي حسين غداة التوقيع على «معاهدة الاستسلام مع دي بورمن» بتحضير نفسه لمغادرة مدينة الجزائر تاركا دولة أيالة الجزائر منهارة من بعده. وتوجه داي الجزائر المستسلم في يوم 10 جويلية 1830م مع حريمه وعائلته وحاشيته المتكونة من 118 شخصا، من بينهم 58 امرأة، نحو «ميناء الجزائر» ليغادر إيالة الجزائر على متن «فرقاطة جان دارك».
وبُعَيْدَ مغادرته الجزائر، تم طرد حوالي 1 300 جندي من الحامية الإنكشارية التي كانت متواجدة لحماية القصبة.[بحاجة لمصدر] وبعد توقف سفينته في ميناء مدينة نابولي بتاريخ 3 أوت 1830م، واصل رحلته ليمكث في مدينة ليفورنو ثم في مدينة جنوة. ثم ما لبث الداي حسين أن انتقل إلى مدينة الإسكندرية أين توفي في سنة 1838م. أثناء ذلك كانت مطامع الاحتلال الفرنسي للجزائر تتطلع نحو كل سهل متيجة ونحو المدن الساحلية الأخرى لاحتلالها.

## البيعة

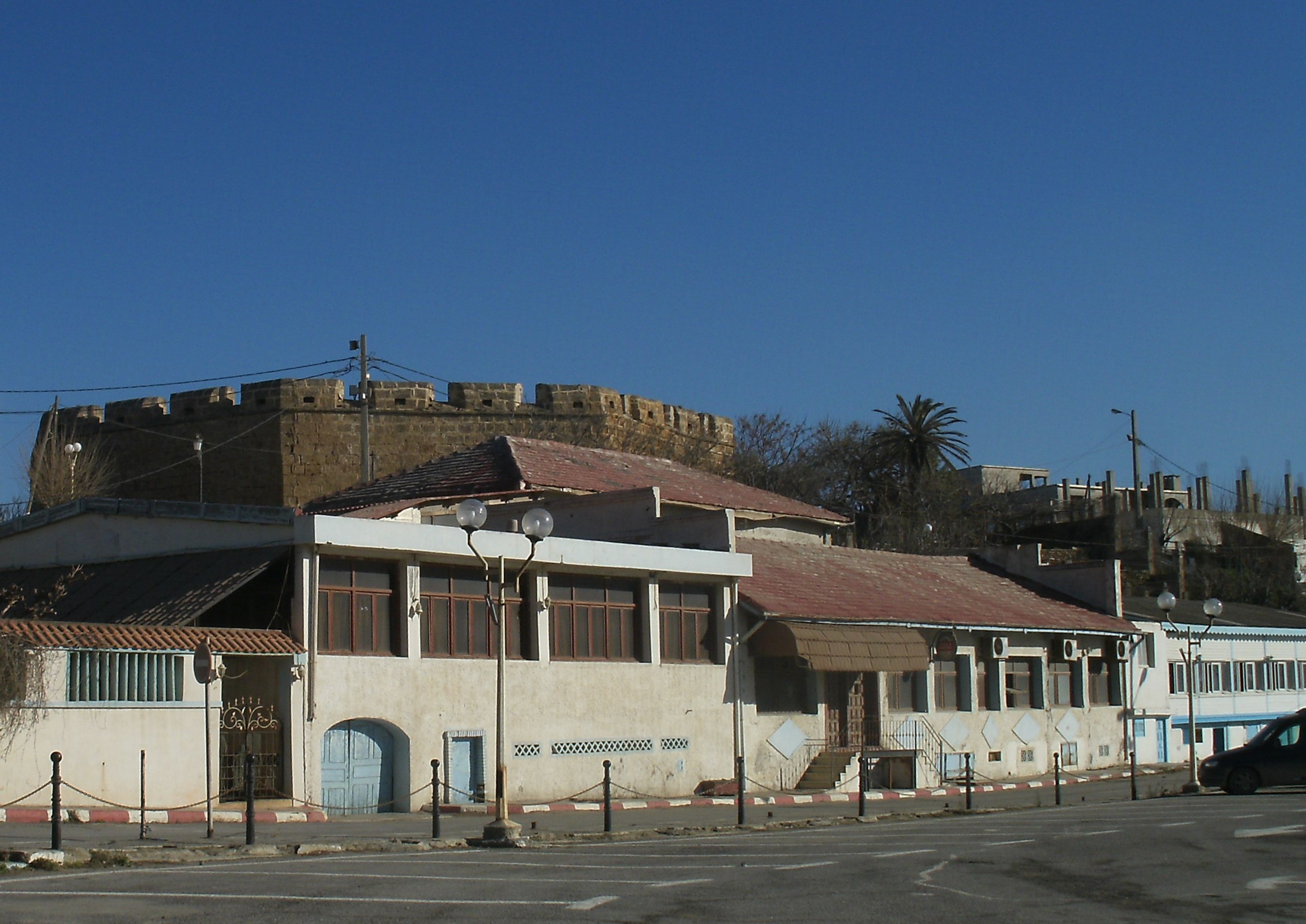
برج تامنتفوست

جاءت «مبايعة محمد بن زعموم» مع «علي ولد سي سعدي» من طرف المقاومة الشعبية في متيجة ومنطقة القبائل والتيطري مباشرة بعد سقوط مدينة الجزائر بتاريخ 5 جويلية 1830م وبدء الهجوم الفرنسي على منطقة البليدة.
وبدأت هذه الفترة المضطربة بسقوط الجزائر العاصمة مباشرة حيث ادعى المارشال دي بورمن أن بعض البدو استولوا على مواشي بعثها باي التيطري لتموين الجيش الفرنسي ليقوم بحملة على مدينة البليدة بتاريخ 23 جويلية 1830م.
فتقدم حوالي 1.000 من المشاة و300 من الفرسان مدعمين بالمدفعية، فنظم سكان البليدة كمينا للجيش الفرنسي حيث تظاهروا بالاستسلام وسمحوا للفرنسيين بالدخول دون مقاومة.
وفي صباح يوم 24 جويلية 1830م استغلوا تراخي الجيش الفرنسي ليشنوا هجوما من سفوح جبال شريعة ومن السهول المجاورة، وعلى حسب المصادر الفرنسية فإن الجنود الفرنسيين لم يتمكنوا من الخروج من أبواب «باب الجزائر» إلا منبطحين بعد أن خسروا 80 جنديا.
وترتب عن هذه المعركة نتائج مهمة تمثلت في:
1. تخلي الاحتلال الفرنسي عن محاولة الخروج من الجزائر العاصمة.
2. أعلن باي التيطري مصطفى بومرزاق استقلاله عن السلطة الفرنسية.
3. عقد شيوخ القبائل والزوايا اجتماعا هاما في برج تامنتفوست بمنطقة برج البحري حيث قرروا توحيد المقاومة الشعبية تحت زعامة محمد بن زعموم وعلي ولد سي سعدي.[8]

كانت خطة المقاومة الشعبية بقيادة «الأمير محمد بن زعموم» تقتضي إحكام حصار على الجيش الفرنسي في الجزائر العاصمة ومنعه من الخروج وقطع كل طرق الإمداد البرية عليه وقد تم تنفيذها بإحكام حتى أصبح وضع الفرنسيين صعبا، فبمجرد خروج جندي فرنسي من أسوار الجزائر العاصمة يُقتل وقد حاول «العقيد فريشفيل» (بالفرنسية: Frécheville) الخروج فقُتل في الحراش.

## عَلَمُ محمد بن زعموم

علم محمد بن زعموم (1830م-1838م)

قامت المقاومة الشعبية الجزائرية ضد فرنسا بقيادة الأمير محمد بن زعموم باعتماد العلم السابق لإيالة الجزائر الذي كان الداي حسين يرفعه في دولته.
وكان من مميزات العلم الجزائري خلال الخلافة العثمانية هو اللون الأحمر الذي كان اللون الأساسي في البلدان الإسلامية.
وذكرت مصادر فرنسية أن «النقيب جو فروا» انتزع عند دخول القوات الفرنسية الغازية الأراضي الجزائرية علما أحمرا من على حصن داي الجزائر.
ونقلت كتب التاريخ رسما لعلم الداي حسين الذي كان عبارة عن قطعة من الحرير الأحمر وسطها مقص مفتوح باللون الذهبي يرمز لسيف ذي الفقار للصحابي علي بن أبي طالب رضي الله عنه.

## مكتبة الصور

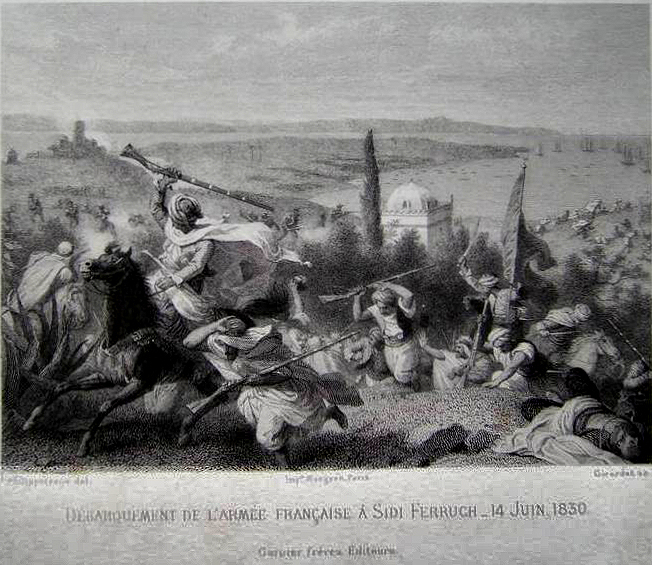
إنزال سيدي فرج في 14 جوان 1830م
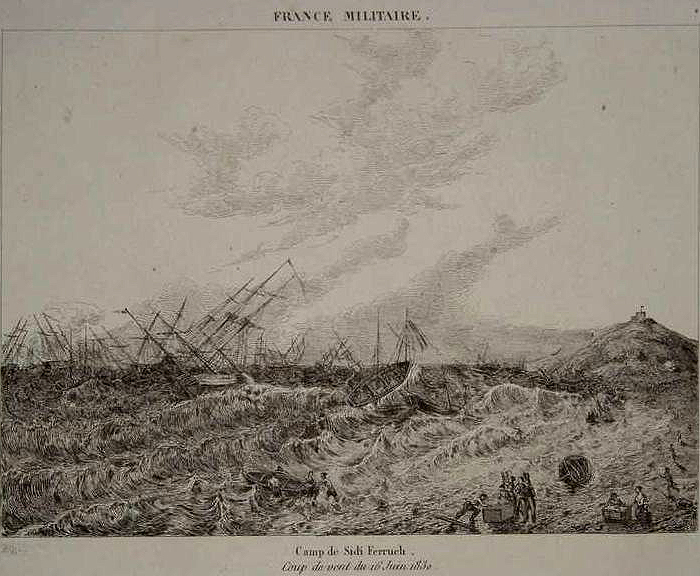
زوبعة سيدي فرج في 16 جوان 1830م
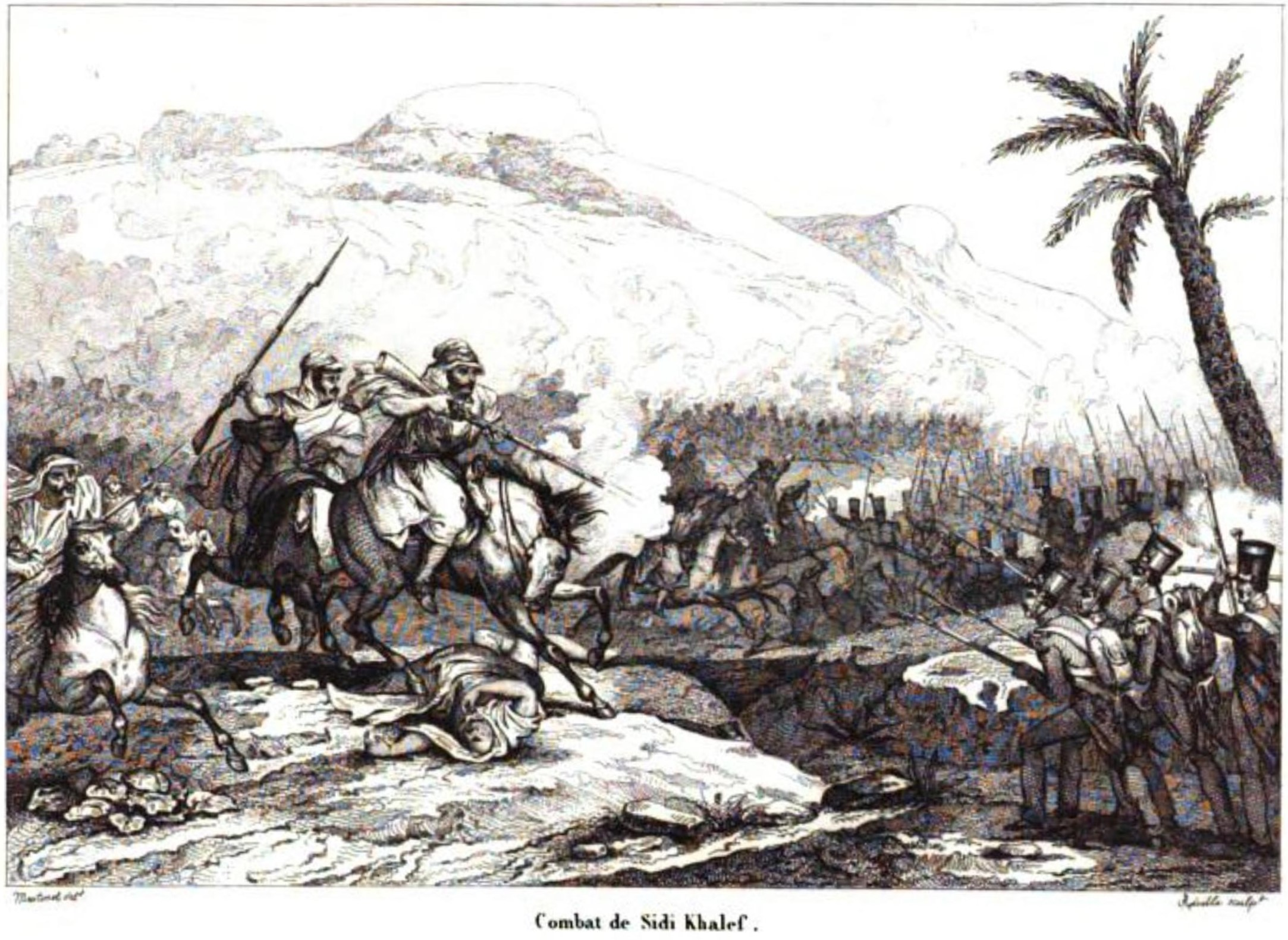
معركة سيدي خالف في 24 جوان 1830م
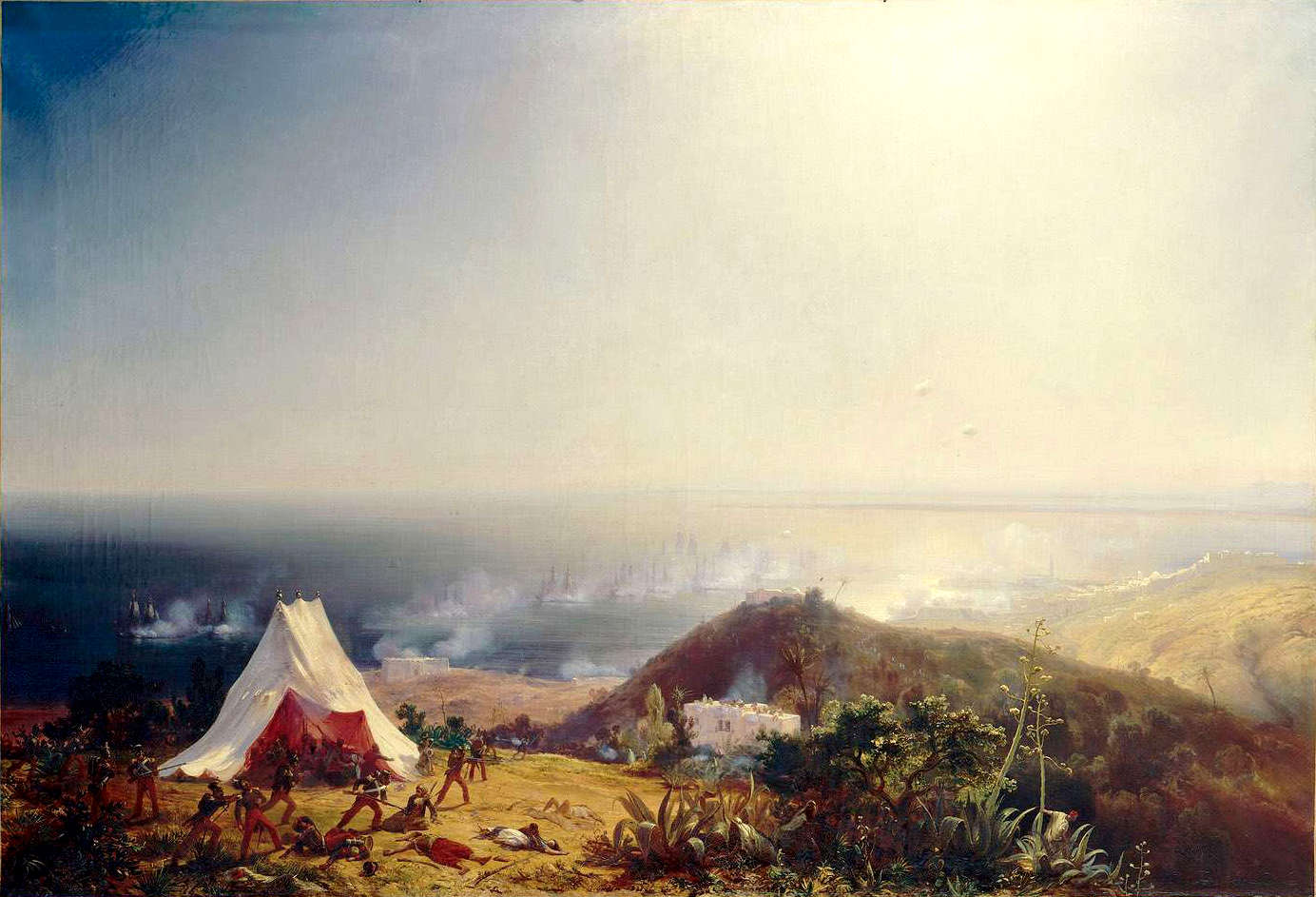
الهجوم البحري على مدينة الجزائر في 29 جوان 1830م
قنبلة مدينة الجزائر في 3 جويلية 1830م
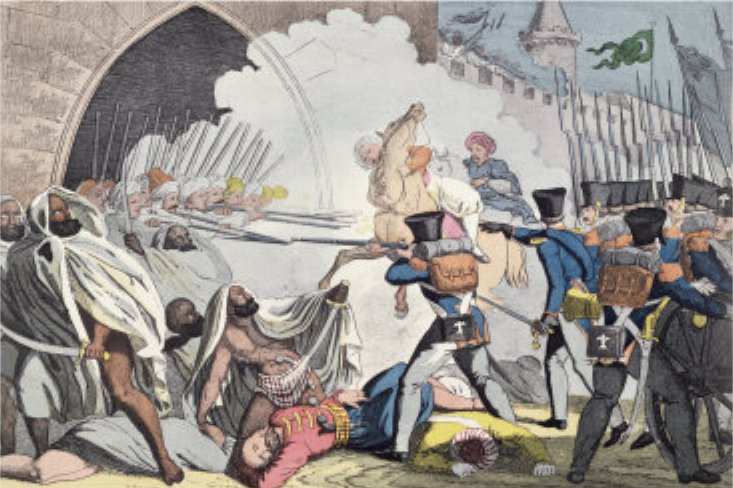
المعركة على أسوار مدينة الجزائر في 4 جويلية 1830م
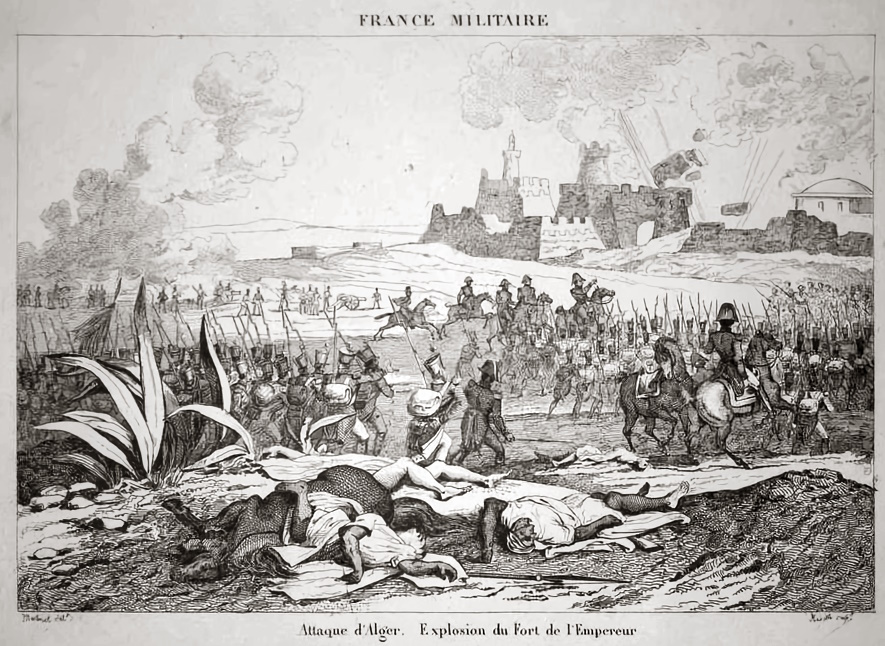
الهجوم على قلعة القصبة في 4 جويلية 1830م
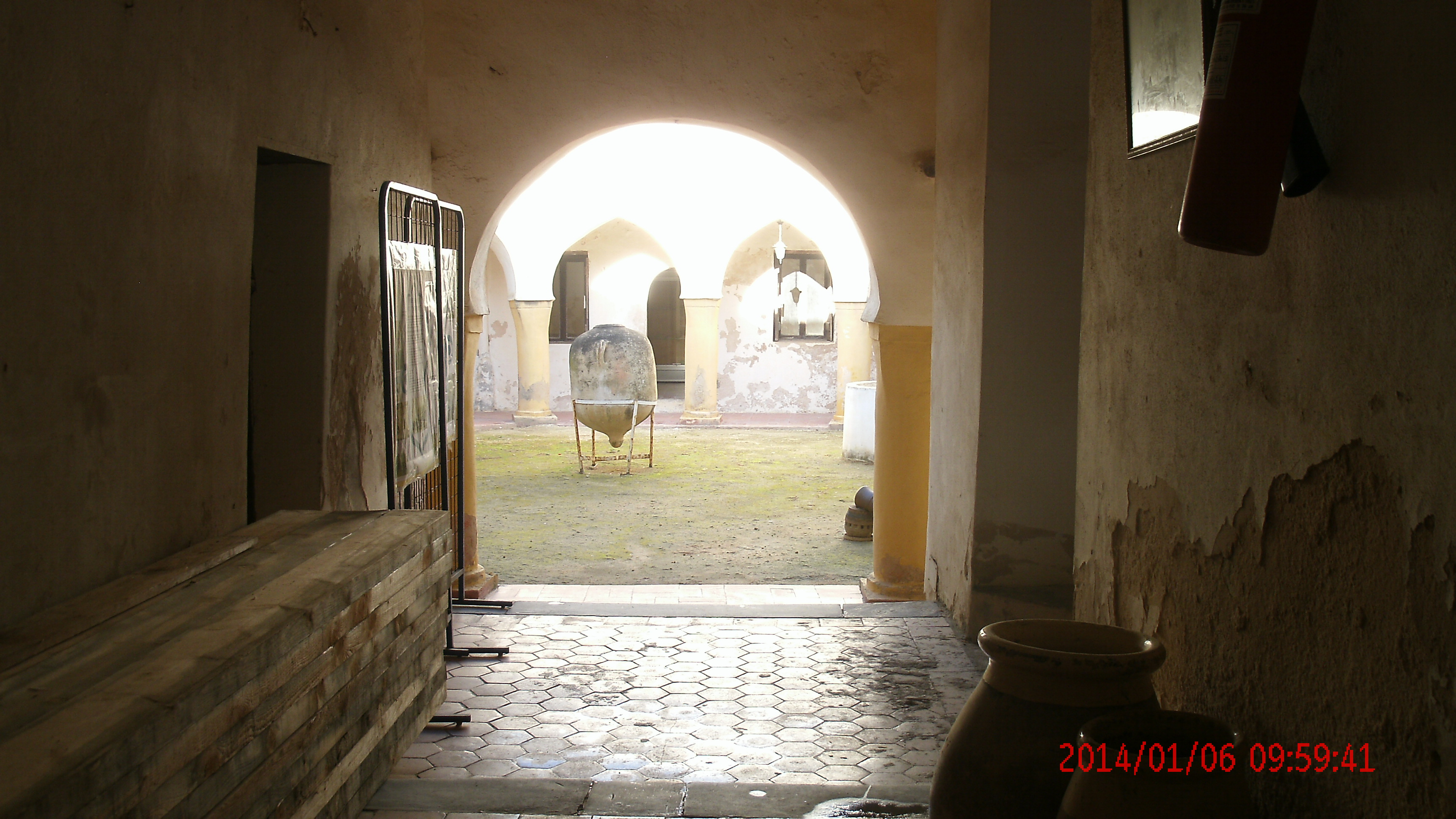
برج تامنتفوست
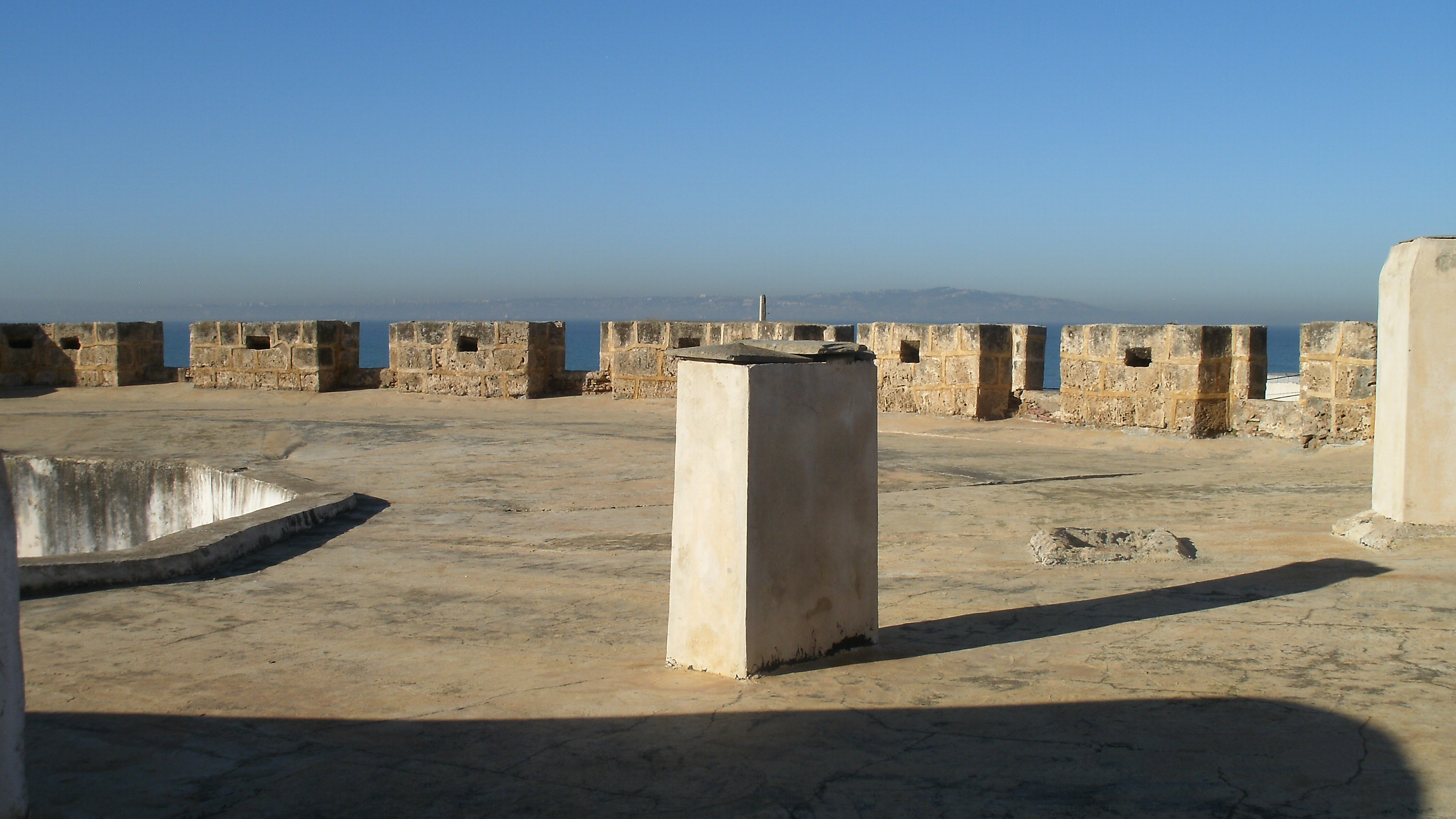
برج تامنتفوست
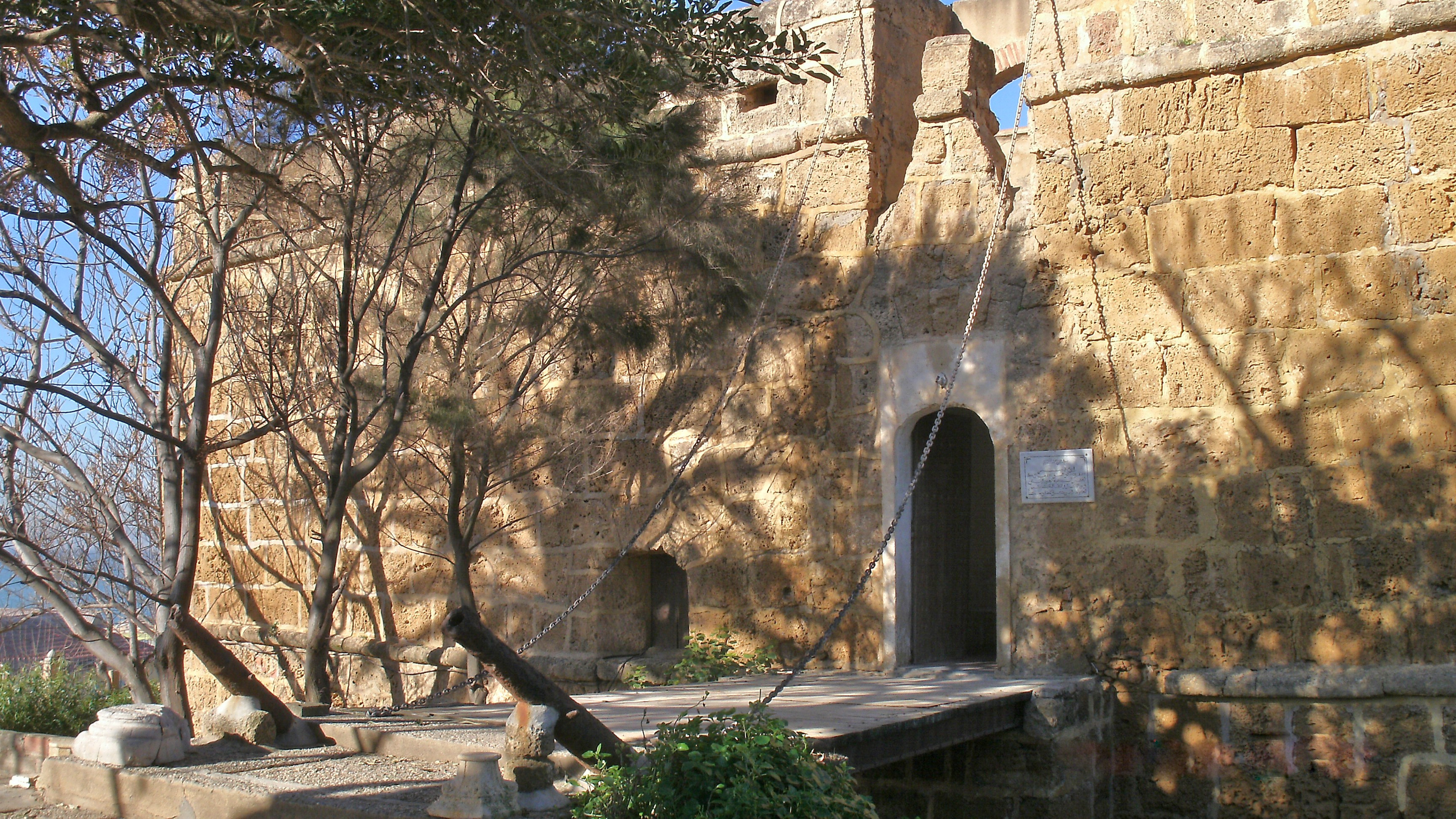
برج تامنتفوست

### مواضيع ذات صلة
- المقاومة الشعبية الجزائرية ضد فرنسا
- مبايعة الأمير عبد القادر (1832)
- مبايعة الأمير عبد القادر (1833)
- معاهدة دي بورمن
- معاهدة دي ميشال
- معاهدة تافنة
- معاهدة لاموريسيير
- مقاومة الأمير عبد القادر
- مقاومة متيجة
- علي ولد سي سعدي
- أحمد بن سالم
- بلقاسم أوقاسي
- تركيبة جيش أفريقيا لحملة 1830